# Нгалаєль Мукау
Нгалає́ль Мука́у (фр. Ngal'ayel Mukau; нар. 3 листопада 2004) — конголезький і бельгійський футболіст, півзахисник французького клубу «Лілль» і збірної ДР Конго.

## Клубна кар'єра

### «Мехелен»
2018 року почав займатися футболом у системі клубу «Зюлте-Варегем» у віці 14 років, а потім 2019 року приєднався до академії «Мехелена». 20 липня 2022 року підписав з «Мехеленом» свій перший професіональний контракт до 2024 року з опцією продовження ще на один рік. 8 січня 2023 року дебютував в основному складі «Мехелена» в матчі Про-ліги в матчі проти «Зюлте-Варегем», замінивши Алека Ван Горенбека.
26 січня 2024 року продовжив контракт з «Мехеленом» до 2027 року.

### «Лілль»
11 липня 2024 року перейшов у французький клуб «Лілль», підписавши чотирирічний контракт. 13 серпня дебютував за «Лілль» в матчі кваліфікації Лізі чемпіонів УЄФА проти турецького «Фенербахче», замінивши Ейнджела Гомеса. 17 серпня в поєдинку проти «Реймса» дебютував у Лізі 1, вийшовши в стартовому складі. 27 листопада 2024 року в матчі загального етапу Ліги чемпіонів проти італійської «Болоньї» забив свої перші гол за «Лілль», оформивши дубль. Ці м'ячі стали також його першими в професіональній кар'єрі.
17 серпня 2025 року в матчі проти «Бреста» забив свій перший гол у Лізі 1.

## Кар'єра в збірній
Виступав за збірну Бельгії до 18 років. У вересні 2023 року отримав виклик до збірної ДР Конго до 20 років, за яку в підсумку дебютував в жовтні того ж року проти збірної Тунісу.
23 серпня 2024 року вперше викликаний до збірної ДР Конго головним тренером Себастьяном Десабром для участі в матчах відбіркового турніру до Кубка африканських націй 2025 проти збірних Гвінеї та Ефіопії. Втім вже 5 вересня через отриману травму гомілкостопу вимушений був залишити розташування збірної ДР Конго.
16 листопада 2024 року в поєдинку проти збірної Гвінеї дебютував за збірну ДР Конго, вийшовши на заміну Шарлю Пікелю.

## Статистика виступів

### Клубна статистика
Станом на 17 серпня 2025
| Клуб              | Сезон             | Чемпіонат         | Чемпіонат | Чемпіонат | Кубок | Кубок | Єврокубки | Єврокубки | Інші  | Інші | Всього | Всього |
| Клуб              | Сезон             | Дивізіон          | Матчі     | Голи      | Матчі | Голи  | Матчі     | Голи      | Матчі | Голи | Матчі  | Голи   |
| ----------------- | ----------------- | ----------------- | --------- | --------- | ----- | ----- | --------- | --------- | ----- | ---- | ------ | ------ |
| Мехелен           | 2022–23           | Про-ліга          | 9         | 0         | 0     | 0     | —         | —         | —     | —    | 9      | 0      |
| Мехелен           | 2023–24           | Про-ліга          | 26        | 0         | 1     | 0     | —         | —         | 1     | 0    | 28     | 0      |
| Мехелен           | Всього            | Всього            | 35        | 0         | 1     | 0     | 0         | 0         | 1     | 0    | 37     | 0      |
| Лілль             | 2024–25           | Ліга 1            | 22        | 0         | 3     | 0     | 11        | 2         | —     | —    | 36     | 2      |
| Лілль             | 2025–26           | Ліга 1            | 1         | 1         | 0     | 0     | 0         | 0         | —     | —    | 1      | 1      |
| Лілль             | Всього            | Всього            | 23        | 1         | 3     | 0     | 11        | 2         | 0     | 0    | 37     | 3      |
| Всього за кар'єру | Всього за кар'єру | Всього за кар'єру | 58        | 1         | 4     | 0     | 11        | 2         | 1     | 0    | 74     | 3      |

1. ↑  Матчі в Суперкубку Бельгії
2. ↑  Матчі в Лізі чемпіонів УЄФА

### Міжнародна статистика
Станом на 19 листопада 2024 
| Збірна            | Сезон             | Товариські | Товариські | Офіційні | Офіційні | Всього | Всього |
| Збірна            | Сезон             | Матчі      | Голи       | Матчі    | Голи     | Матчі  | Голи   |
| ----------------- | ----------------- | ---------- | ---------- | -------- | -------- | ------ | ------ |
| ДР Конго          |                   |            |            |          |          |        |        |
| 2024              | 0                 | 0          | 2          | 0        | 2        | 0      |        |
| Всього за кар'єру | Всього за кар'єру | 0          | 0          | 2        | 0        | 2      | 0      |

### Матчі за збірну
Станом на 19 листопада 2024 
| Матчі Нгалаєля Мукау за збірну ДР Конго | Матчі Нгалаєля Мукау за збірну ДР Конго | Матчі Нгалаєля Мукау за збірну ДР Конго | Матчі Нгалаєля Мукау за збірну ДР Конго | Матчі Нгалаєля Мукау за збірну ДР Конго | Матчі Нгалаєля Мукау за збірну ДР Конго | Матчі Нгалаєля Мукау за збірну ДР Конго | Матчі Нгалаєля Мукау за збірну ДР Конго |
| №                                       | Дата                                    | Суперник                                | Рахунок                                 | Голи                                    | Картки                                  | Хвилини                                 | Змагання                                |
| --------------------------------------- | --------------------------------------- | --------------------------------------- | --------------------------------------- | --------------------------------------- | --------------------------------------- | --------------------------------------- | --------------------------------------- |
| 1                                       | 16 листопада 2024                       | Гвінея                                  | 0–1                                     |                                         |                                         | 30'                                     | Відбіркові матчі КАН-2025               |
| 2                                       | 19 листопада 2024                       | Ефіопія                                 | 1–2                                     |                                         |                                         | 90'                                     | Відбіркові матчі КАН-2025               |

Всього: 2 матчі / 0 голів; 0 перемог, 0 нічиїх, 2 поразки.